# فاوستو مونتيفيوري
فاوستو مونتيفيوري (بالإيطالية: Fausto Montefiore)‏ (مواليد 16 مارس 1906) هو ملاكم إيطالي، مثّل بلاده في الألعاب الأولمبية الصيفية 1928.

## روابط خارجية
فاوستو مونتيفيوري على موقع أوليمبيديا (الإنجليزية)